# Supercopa Sudamericana 1991
La Supercopa Sudamericana 1991 fue la cuarta edición del torneo de clubes de América del Sur que reunía a todos los campeones de la Copa Libertadores de América, organizado por la Confederación Sudamericana de Fútbol. Atlético Nacional de Colombia, que el año anterior había sido excluido por la confederación, decidió en esta oportunidad declinar su participación.
El campeón fue Cruzeiro de Brasil, que superó en la final a River Plate de Argentina. Gracias a la consagración, disputó la Recopa Sudamericana 1992 frente a Colo-Colo de Chile, ganador de la Copa Libertadores 1991.

## Formato
El torneo se desarrolló en un formato plenamente eliminatorio, en cuatro rondas desde los octavos hasta la final. Como la cantidad de participantes no permitía elaborar completamente el cuadro, algunos equipos se vieron favorecidos con clasificaciones automáticas a instancias posteriores, de manera que Olimpia —campeón defensor— e Independiente iniciaron sus participaciones desde los cuartos de final. Todas las llaves se disputaron en ida y vuelta. Ante la igualdad de puntos, obtenía la clasificación el equipo con mejor diferencia de goles; de persistir el empate, se efectuaron tiros desde el punto penal.
|                               |                               | Equipos que entran en esta fase | Equipos que provienen de la fase anterior        |
| ----------------------------- | ----------------------------- | --- | ------------------------------------------------ |
| Octavos de final (12 equipos) | Octavos de final (12 equipos) | - Argentinos Juniors, Boca Juniors, Colo-Colo, Cruzeiro, Estudiantes (LP), Flamengo, Grêmio, Nacional, Peñarol, Racing Club, River Plate y Santos |                                                  |
| Cuartos de final (8 equipos)  | Cuartos de final (8 equipos)  | - Independiente y Olimpia | - 6 equipos clasificados de los octavos de final |
| Semifinales (4 equipos)       | Semifinales (4 equipos)       | | - 4 equipos clasificados de los cuartos de final |

## Equipos participantes
En cursiva los equipos debutantes en el torneo.
| País                      | Equipo                                                                                 | Copas Libertadores ganadas                                                                   |
| ------------------------- | -------------------------------------------------------------------------------------- | -------------------------------------------------------------------------------------------- |
| Argentina 6 participantes | Argentinos Juniors Boca Juniors Estudiantes (LP) Independiente Racing Club River Plate | 1985 1977 – 1978 1968 – 1969 – 1970 1964 – 1965 – 1972 – 1973 – 1974 – 1975 – 1984 1967 1986 |
| Brasil 4 participantes    | Cruzeiro Flamengo Grêmio Santos                                                        | 1976 1981 1983 1962 – 1963                                                                   |
| Chile 1 participante      | Colo-Colo                                                                              | 1991                                                                                         |
| Paraguay 1 participante   | Olimpia                                                                                | 1979 – 1990                                                                                  |
| Uruguay 2 participantes   | Nacional Peñarol                                                                       | 1971 – 1980 – 1988 1960 – 1961 – 1966 – 1982 – 1987                                          |

### Distribución geográfica de los equipos
Distribución geográfica de las sedes de los equipos participantes:

## Resultados

### Cuadro de desarrollo
|  | Octavos de final   | Octavos de final   | Octavos de final   | Octavos de final   |   |          | Cuartos de final    | Cuartos de final    | Cuartos de final    | Cuartos de final    |       |         | Semifinales                     | Semifinales                     | Semifinales                     | Semifinales                     |  |          | Final                | Final                | Final                | Final                |  |
|  | 1 al 10 de octubre | 1 al 10 de octubre | 1 al 10 de octubre | 1 al 10 de octubre |   |          | 16 al 23 de octubre | 16 al 23 de octubre | 16 al 23 de octubre | 16 al 23 de octubre |       |         | 30 de octubre al 6 de noviembre | 30 de octubre al 6 de noviembre | 30 de octubre al 6 de noviembre | 30 de octubre al 6 de noviembre |  |          | 13 y 20 de noviembre | 13 y 20 de noviembre | 13 y 20 de noviembre | 13 y 20 de noviembre |  |
|  |                    |                    |                    |                    |   |          |                     |                     |                     |                     |       |         |                                 |                                 |                                 |                                 |  |          |                      |                      |                      |                      |  |
|  |                    |                    |                    |                    |   |          |                     |                     |                     |                     |       |         |                                 |                                 |                                 |                                 |  |          |                      |                      |                      |                      |  |
|  |                    |                    |                    |                    |   |          |                     |                     |                     |                     |       |         |                                 |                                 |                                 |                                 |  |          |                      |                      |                      |                      |  |
|  |                    |                    |                    |                    |   |          |                     |                     |                     |                     |       |         |                                 |                                 |                                 |                                 |  |          |                      |                      |                      |                      |  |
|  |                    |                    |                    |                    |   |          |                     |                     |                     |                     |       |         |                                 |                                 |                                 |                                 |  |          |                      |                      |                      |                      |  |
|  |                    | Olimpia            | 1                  | 2                  | 3 |          |                     |                     |                     |                     |       |         |                                 |                                 |                                 |                                 |  |          |                      |                      |                      |                      |  |
|  |                    |                    |                    |                    | 3 |          |                     |                     |                     |                     |       |         |                                 |                                 |                                 |                                 |  |          |                      |                      |                      |                      |  |
|  |                    |                    | Independiente      | 1                  | 0 | 1        |                     |                     |                     |                     |       |         |                                 |                                 |                                 |                                 |  |          |                      |                      |                      |                      |  |
|  |                    |                    | Independiente      | 1                  | 0 | 1        |                     |                     |                     |                     |       |         |                                 |                                 |                                 |                                 |  |          |                      |                      |                      |                      |  |
|  |                    |                    |                    |                    |   |          |                     |                     |                     |                     |       |         |                                 |                                 |                                 |                                 |  |          |                      |                      |                      |                      |  |
|  |                    |                    |                    |                    |   |          |                     |                     |                     |                     |       |         |                                 |                                 |                                 |                                 |  |          |                      |                      |                      |                      |  |
|  |                    |                    |                    |                    |   |          |                     | Olimpia             | 1                   | 0                   | 1 (3) |         |                                 |                                 |                                 |                                 |  |          |                      |                      |                      |                      |  |
|  |                    |                    |                    |                    |   |          |                     |                     |                     |                     | 1 (3) |         |                                 |                                 |                                 |                                 |  |          |                      |                      |                      |                      |  |
|  |                    |                    | Cruzeiro (p.)      | 1                  | 0 | 1 (5)    |                     |                     |                     |                     |       |         |                                 |                                 |                                 |                                 |  |          |                      |                      |                      |                      |  |
|  | Nacional           | 1                  | Cruzeiro (p.)      | 1                  | 0 | 1 (5)    | 2                   | 3                   |                     |                     |       |         |                                 |                                 |                                 |                                 |  |          |                      |                      |                      |                      |  |
|  | Nacional           | 1                  |                    |                    |   |          |                     |                     |                     |                     |       |         |                                 |                                 |                                 |                                 |  |          |                      |                      |                      |                      |  |
|  | Boca Juniors       | 1                  | 0                  | 1                  |   |          |                     |                     |                     |                     |       |         |                                 |                                 |                                 |                                 |  |          |                      |                      |                      |                      |  |
|  | Boca Juniors       | 1                  | 0                  | 1                  |   | Nacional | 0                   | 3                   | 3                   |                     |       |         |                                 |                                 |                                 |                                 |  |          |                      |                      |                      |                      |  |
|  |                    |                    |                    |                    |   | Nacional | 0                   | 3                   | 3                   |                     |       |         |                                 |                                 |                                 |                                 |  |          |                      |                      |                      |                      |  |
|  |                    |                    | Cruzeiro           | 4                  | 0 | 4        |                     |                     |                     |                     |       |         |                                 |                                 |                                 |                                 |  |          |                      |                      |                      |                      |  |
|  | Colo-Colo          | 0                  | Cruzeiro           | 4                  | 0 | 4        | 0                   | 0 (3)               |                     |                     |       |         |                                 |                                 |                                 |                                 |  |          |                      |                      |                      |                      |  |
|  | Colo-Colo          | 0                  |                    |                    |   |          |                     |                     |                     |                     |       |         |                                 |                                 |                                 |                                 |  |          |                      |                      |                      |                      |  |
|  | Cruzeiro (p.)      | 0                  | 0                  | 0 (4)              |   |          |                     |                     |                     |                     |       |         |                                 |                                 |                                 |                                 |  |          |                      |                      |                      |                      |  |
|  | Cruzeiro (p.)      | 0                  | 0                  | 0 (4)              |   |          |                     |                     |                     |                     |       |         |                                 |                                 |                                 |                                 |  | Cruzeiro | 0                    | 3                    | 3                    |                      |  |
|  |                    |                    |                    |                    |   |          |                     |                     |                     |                     |       |         |                                 |                                 |                                 |                                 |  | Cruzeiro | 0                    | 3                    | 3                    |                      |  |
|  |                    |                    | River Plate        | 2                  | 0 | 2        |                     |                     |                     |                     |       |         |                                 |                                 |                                 |                                 |  |          |                      |                      |                      |                      |  |
|  | Santos             | 2                  | River Plate        | 2                  | 0 | 2        | 0                   | 2                   |                     |                     |       |         |                                 |                                 |                                 |                                 |  |          |                      |                      |                      |                      |  |
|  | Santos             | 2                  |                    |                    |   |          |                     |                     |                     |                     |       |         |                                 |                                 |                                 |                                 |  |          |                      |                      |                      |                      |  |
|  | Argentinos Juniors | 1                  | 0                  | 1                  |   |          |                     |                     |                     |                     |       |         |                                 |                                 |                                 |                                 |  |          |                      |                      |                      |                      |  |
|  | Argentinos Juniors | 1                  | 0                  | 1                  |   | Santos   | 2                   | 0                   | 2                   |                     |       |         |                                 |                                 |                                 |                                 |  |          |                      |                      |                      |                      |  |
|  |                    |                    |                    |                    |   | Santos   | 2                   | 0                   | 2                   |                     |       |         |                                 |                                 |                                 |                                 |  |          |                      |                      |                      |                      |  |
|  |                    |                    | Peñarol            | 3                  | 0 | 3        |                     |                     |                     |                     |       |         |                                 |                                 |                                 |                                 |  |          |                      |                      |                      |                      |  |
|  | Racing Club        | 2                  | Peñarol            | 3                  | 0 | 3        | 0                   | 2                   |                     |                     |       |         |                                 |                                 |                                 |                                 |  |          |                      |                      |                      |                      |  |
|  | Racing Club        | 2                  |                    |                    |   |          |                     |                     |                     |                     |       |         |                                 |                                 |                                 |                                 |  |          |                      |                      |                      |                      |  |
|  | Peñarol            | 3                  | 0                  | 3                  |   |          |                     |                     |                     |                     |       |         |                                 |                                 |                                 |                                 |  |          |                      |                      |                      |                      |  |
|  | Peñarol            | 3                  | 0                  | 3                  |   |          |                     |                     |                     |                     |       | Peñarol | 0                               | 1                               | 1                               |                                 |  |          |                      |                      |                      |                      |  |
|  |                    |                    |                    |                    |   |          |                     |                     |                     |                     |       | Peñarol | 0                               | 1                               | 1                               |                                 |  |          |                      |                      |                      |                      |  |
|  |                    |                    | River Plate        | 2                  | 3 | 5        |                     |                     |                     |                     |       |         |                                 |                                 |                                 |                                 |  |          |                      |                      |                      |                      |  |
|  | Estudiantes (LP)   | 1                  | River Plate        | 2                  | 3 | 5        | 0                   | 1                   |                     |                     |       |         |                                 |                                 |                                 |                                 |  |          |                      |                      |                      |                      |  |
|  | Estudiantes (LP)   | 1                  |                    |                    |   |          |                     |                     |                     |                     |       |         |                                 |                                 |                                 |                                 |  |          |                      |                      |                      |                      |  |
|  | Flamengo           | 1                  | 2                  | 3                  |   |          |                     |                     |                     |                     |       |         |                                 |                                 |                                 |                                 |  |          |                      |                      |                      |                      |  |
|  | Flamengo           | 1                  | 2                  | 3                  |   | Flamengo | 0                   | 2                   | 2 (3)               |                     |       |         |                                 |                                 |                                 |                                 |  |          |                      |                      |                      |                      |  |
|  |                    |                    |                    |                    |   | Flamengo | 0                   | 2                   | 2 (3)               |                     |       |         |                                 |                                 |                                 |                                 |  |          |                      |                      |                      |                      |  |
|  |                    |                    | River Plate (p.)   | 1                  | 1 | 2 (4)    |                     |                     |                     |                     |       |         |                                 |                                 |                                 |                                 |  |          |                      |                      |                      |                      |  |
|  | Grêmio             | 2                  | River Plate (p.)   | 1                  | 1 | 2 (4)    | 1                   | 3 (3)               |                     |                     |       |         |                                 |                                 |                                 |                                 |  |          |                      |                      |                      |                      |  |
|  | Grêmio             | 2                  |                    |                    |   |          |                     |                     |                     |                     |       |         |                                 |                                 |                                 |                                 |  |          |                      |                      |                      |                      |  |
|  | River Plate (p.)   | 2                  | 1                  | 3 (4)              |   |          |                     |                     |                     |                     |       |         |                                 |                                 |                                 |                                 |  |          |                      |                      |                      |                      |  |
|  | River Plate (p.)   | 2                  | 1                  | 3 (4)              |   |          |                     |                     |                     |                     |       |         |                                 |                                 |                                 |                                 |  |          |                      |                      |                      |                      |  |
|  |                    |                    |                    |                    |   |          |                     |                     |                     |                     |       |         |                                 |                                 |                                 |                                 |  |          |                      |                      |                      |                      |  |

- Nota: En cada llave, el equipo que ocupa la primera línea es el que definió la serie como local.

### Octavos de final
| 3 de octubre de 1991 | Boca Juniors | 1:1 (1:0) | Nacional        | Estadio La Bombonera, Buenos Aires |                                 |
|                      | Pico 39'     |           | Dely Valdés 49' | Árbitro(s): José Roberto Wright    | Árbitro(s): José Roberto Wright |

| 9 de octubre de 1991 | Nacional              | 2:0 (1:0) | Boca Juniors | Estadio Centenario, Montevideo |                          |
|                      | Ramos 32' · Morán 63' |           |              | Árbitro(s): Hernán Silva       | Árbitro(s): Hernán Silva |

| 2 de octubre de 1991 | Cruzeiro | 0:0 | Colo-Colo | Estadio Mineirão, Belo Horizonte |  |
|                      |          |     |           | Árbitro(s): Juan Carlos Crespi   |  |

| 9 de octubre de 1991 | Colo-Colo                                        | 0:0 (3:4 p.)               | Cruzeiro                                              | Estadio Monumental, Santiago   |  |
|                      |                                                  |                            |                                                       | Árbitro(s): Francisco Lamolina |  |
|                      |                                                  | Tiros desde el punto penal |                                                       |                                |  |
|                      | Martínez · Vilches · Peralta · Rubio · Dabrowski |                            | Boiadeiro · Mário Tilico · Adílson · Charles · Paulão |                                |  |

| 1 de octubre de 1991 | Argentinos Juniors | 1:2 (0:1) | Santos                         | Estadio Ferro Carril Oeste, Buenos Aires |                          |
|                      | Trapasso 86'       |           | Paulinho 39' · Pedro Paulo 63' | Árbitro(s): Jorge Nieves                 | Árbitro(s): Jorge Nieves |

| 10 de octubre de 1991 | Santos | 0:0 | Argentinos Juniors | Estadio de Vila Belmiro, Santos    |  |
|                       |        |     |                    | Árbitro(s): Juan Francisco Escobar |  |

| 2 de octubre de 1991 | Peñarol                               | 3:2 (2:0) | Racing Club              | Estadio Centenario, Montevideo |                              |
|                      | S. Martínez 12' 55' · A. Martínez 22' |           | Suescun 66' · García 84' | Árbitro(s): Renato Marsiglia   | Árbitro(s): Renato Marsiglia |

| 8 de octubre de 1991 | Racing Club | 0:0 | Peñarol | Estadio El Cilindro, Avellaneda    |  |
|                      |             |     |         | Árbitro(s): Alberto Tejada Noriega |  |

| 2 de octubre de 1991 | Flamengo   | 1:1 (1:0) | Estudiantes | Estadio de Maracaná, Río de Janeiro |                             |
|                      | Júnior 15' |           | Aredes 56'  | Árbitro(s): Jorge Antequera         | Árbitro(s): Jorge Antequera |

| 9 de octubre de 1991 | Estudiantes | 0:2 (0:1) | Flamengo               | Estadio Jorge Luis Hirschi, La Plata |                           |
|                      |             |           | Zinho 35' · Gaúcho 63' | Árbitro(s): Sabino Fariña            | Árbitro(s): Sabino Fariña |

| 1 de octubre de 1991 | River Plate               | 2:2 (1:1) | Gremio                 | Estadio Monumental, Buenos Aires |                                 |
|                      | Spontón 20' · Higuaín 73' |           | Caio 11' · Alcindo 71' | Árbitro(s): Enrique Marín Gallo  | Árbitro(s): Enrique Marín Gallo |

| 10 de octubre de 1991 | Gremio                                               | 1:1 (0:1) (3:4 p.)         | River Plate                                            | Estadio Olímpico Monumental, Porto Alegre |                             |
|                       | Renato Gaúcho 27'                                    |                            | Medina Bello 53'                                       | Árbitro(s): Ernesto Filippi               | Árbitro(s): Ernesto Filippi |
|                       |                                                      | Tiros desde el punto penal |                                                        |                                           |                             |
|                       | Lira · Renato Gaúcho · Alcindo · Bizu · João Marcelo |                            | Rivarola · H. Díaz · Borrelli · R. Díaz · Medina Bello |                                           |                             |

### Cuartos de final
| 16 de octubre de 1991 | Independiente | 1:1 (0:0) | Olimpia       | Estadio La Doble Visera, Avellaneda |                             |
|                       | Desio 50'     |           | Jara Heyn 53' | Árbitro(s): Ulisses Tavares         | Árbitro(s): Ulisses Tavares |

| 23 de octubre de 1991 | Olimpia          | 2:0 (0:0) | Independiente | Estadio Manuel Ferreira, Asunción |                              |
|                       | Sanabria 50' 78' |           |               | Árbitro(s): Renato Marsiglia      | Árbitro(s): Renato Marsiglia |

| 16 de octubre de 1991 | Cruzeiro                           | 4:0 (2:0) | Nacional | Estadio Mineirão, Belo Horizonte |                          |
|                       | Charles 7' 20' 88' · Boiadeiro 80' |           |          | Árbitro(s): Hernán Silva         | Árbitro(s): Hernán Silva |

| 23 de octubre de 1991 | Nacional                                      | 3:0 (1:0) | Cruzeiro | Estadio Centenario, Montevideo |                           |
|                       | Cabrera 26' · Ramos 74' (pen.) · W. Núñez 90' |           |          | Árbitro(s): Carlos Maciel      | Árbitro(s): Carlos Maciel |

| 16 de octubre de 1991 | Peñarol                                           | 3:2 (1:1) | Santos                      | Estadio Centenario, Montevideo |                       |
|                       | Cedrés 15' · Montero 61' · S. Martínez 79' (pen.) |           | Pedro Paulo 36' · Almir 78' | Árbitro(s): Juan Bava          | Árbitro(s): Juan Bava |

| 22 de octubre de 1991 | Santos | 0:0 | Peñarol | Estadio de Vila Belmiro, Santos |  |
|                       |        |     |         | Árbitro(s): Juan Carlos Loustau |  |

| 16 de octubre de 1991 | River Plate  | 1:0 (1:0) | Flamengo | Estadio Monumental, Buenos Aires |                             |
|                       | Borrelli 24' |           |          | Árbitro(s): Ernesto Filippi      | Árbitro(s): Ernesto Filippi |

| 23 de octubre de 1991 | Flamengo                                       | 2:1 (0:0) (3:4 p.)         | River Plate                                     | Estadio de Maracaná, Río de Janeiro |                                 |
|                       | Gaúcho 48' 54'                                 |                            | Toresani 74'                                    | Árbitro(s): Enrique Marín Gallo     | Árbitro(s): Enrique Marín Gallo |
|                       |                                                | Tiros desde el punto penal |                                                 |                                     |                                 |
|                       | Zinho · Marcelinho · Gaúcho · Júnior · Uidemar |                            | Rivarola · Borrelli · Silvani · Claut · R. Díaz |                                     |                                 |

### Semifinales
| 31 de octubre de 1991 | Cruzeiro       | 1:1 (1:0) | Olimpia      | Estadio Mineirão, Belo Horizonte |                                |
|                       | Marquinhos 10' |           | Guirland 65' | Árbitro(s): José Torres Cadena   | Árbitro(s): José Torres Cadena |

| 6 de noviembre de 1991 | Olimpia                                 | 0:0 (3:5 p.)               | Cruzeiro                                              | Estadio Defensores del Chaco, Asunción |  |
|                        |                                         |                            |                                                       | Árbitro(s): Juan Carlos Loustau        |  |
|                        |                                         | Tiros desde el punto penal |                                                       |                                        |  |
|                        | Guirland · Suárez · M. Ramírez · Franco |                            | Adílson · Boiadeiro · Mário Tilico · Charles · Nonato |                                        |  |

| 30 de octubre de 1991 | River Plate                | 2:0 (2:0) | Peñarol | Estadio Monumental, Buenos Aires |                                 |
|                       | H. Díaz 16' · Borrelli 29' |           |         | Árbitro(s): José Roberto Wright  | Árbitro(s): José Roberto Wright |

| 6 de noviembre de 1991 | Peñarol    | 1:3 (0:0) | River Plate                                   | Estadio Centenario, Montevideo     |                                    |
|                        | Villar 71' |           | Borrelli 61' · R. Díaz 67' · Medina Bello 76' | Árbitro(s): Juan Francisco Escobar | Árbitro(s): Juan Francisco Escobar |

### Final
| 13 de noviembre de 1991 | River Plate                       | 2:0 (2:0) | Cruzeiro | Estadio Monumental, Buenos Aires |                            |
|                         | Rivarola 32' (pen.) · Higuaín 44' |           |          | Árbitro(s): Jorge Orellana       | Árbitro(s): Jorge Orellana |

| 20 de noviembre de 1991 | Cruzeiro                                       | 3:0 (1:0) | River Plate | Estadio Mineirão, Belo Horizonte |                          |
|                         | Ademir 34' · Mário Tilico 52' · Marquinhos 77' |           |             | Árbitro(s): Hernán Silva         | Árbitro(s): Hernán Silva |

|                              |
|                              |
| Campeón Cruzeiro 1.er título |

## Estadísticas

### Clasificación general
| Pos. | Equipo             | Pts | PJ | PG | PE | PP | GF | GC | Dif. | Rend.  |
| ---- | ------------------ | --- | -- | -- | -- | -- | -- | -- | ---- | ------ |
| 1    | Cruzeiro           | 8   | 8  | 2  | 4  | 2  | 8  | 6  | 2    | 50%    |
| 2    | River Plate        | 10  | 8  | 4  | 2  | 2  | 12 | 9  | 3    | 62,50% |
| 3    | Olimpia            | 5   | 4  | 1  | 3  | 0  | 4  | 2  | 2    | 62,50% |
| 4    | Peñarol            | 6   | 6  | 2  | 2  | 2  | 7  | 9  | −2   | 50%    |
| 5    | Flamengo           | 5   | 4  | 2  | 1  | 1  | 5  | 3  | 2    | 62,50% |
| 6    | Nacional           | 5   | 4  | 2  | 1  | 1  | 6  | 5  | 1    | 62,50% |
| 7    | Santos             | 4   | 4  | 1  | 2  | 1  | 4  | 4  | 0    | 50%    |
| 8    | Independiente      | 1   | 2  | 0  | 1  | 1  | 1  | 3  | −2   | 25%    |
| 9    | Grêmio             | 2   | 2  | 0  | 2  | 0  | 3  | 3  | 0    | 50%    |
| 10   | Colo-Colo          | 2   | 2  | 0  | 2  | 0  | 0  | 0  | 0    | 50%    |
| 11   | Racing Club        | 1   | 2  | 0  | 1  | 1  | 2  | 3  | −1   | 25%    |
| 12   | Argentinos Juniors | 1   | 2  | 0  | 1  | 1  | 1  | 2  | −1   | 25%    |
| 13   | Boca Juniors       | 1   | 2  | 0  | 1  | 1  | 1  | 3  | −2   | 25%    |
| 14   | Estudiantes (LP)   | 1   | 2  | 0  | 1  | 1  | 1  | 3  | −2   | 25%    |

### Goleadores
| Jugador               | Club        | Goles |
| --------------------- | ----------- | ----- |
| Juan José Borrelli    | River Plate | 3     |
| Charles               | Cruzeiro    | 3     |
| Gaúcho                | Flamengo    | 3     |
| Sergio Martínez       | Peñarol     | 3     |
| Jorge Higuaín         | River Plate | 2     |
| Marquinhos            | Cruzeiro    | 2     |
| Ramón Medina Bello    | River Plate | 2     |
| Pedro Paulo           | Flamengo    | 2     |
| Venancio Ramos        | Nacional    | 2     |
| Miguel Ángel Sanabria | Olimpia     | 2     |